# Raúl Artigot
Raúl Artigot (Saragossa, 12 de febrer de 1936-Arriondas, 25 de desembre de 2014) va ser un cineasta espanyol.

## Biografia
Artigot va néixer en Saragossa en 1936. La seva carrera va iniciar en la dècada de 1960, quan va començar a exercir-se com director de fotografia, inicialment en curtmetratges i documentals i més endavant en una gran quantitat de llargmetratges de la mà de canviats de nom directors com Jesús Franco, Amando de Ossorio, Francisco Lara Polop, Eloy de la Iglesia i Francesc Betriu.
En 1973 va dirigir el seu primer llargmetratge, titulat El monte de las brujas. La pel·lícula, protagonitzada per Patty Shepard, Cihangir Gaffari, Guillermo Bredeston, Mònica Randall i Soledad Silveyra, no va poder ser exhibida als cinemes d'Espanya a causa de la censura, per la qual cosa va veure la seva estrena als Estats Units. Artigot va dirigir dos altres llargmetratges, Cabo de vara el 1978 i Bajo en nicotina el 1984.
El cineasta va morir el 25 de desembre de 2014 a Arriondas, Astúries.

## Filmografia

### Com a director
- 1972 - El monte de las brujas
- 1978 - Cabo de vara
- 1984 - Bajo en nicotina[5]

### Com a director de fotografia
- 1966 - Su nombre es Daphne
- 1969 - Las nenas del mini-mini
- 1971 - Una chica casi decente
- 1971 - Préstame 15 días
- 1971 - El vendedor de ilusiones
- 1973 – Los demonios
- 1974 - Perversión
- 1976 - Manuela
- 1976 - Ligeramente viudas
- 1976 - Esclava te doy
- 1977 - Me siento extraña
- 1977 - La criatura
- 1977 - La chica del pijama amarillo
- 1977 - Esposa y amante
- 1977 - Con uñas y dientes
- 1978 - Historia de "S"
- 1980 - Yo hice a Roque III
- 1980 - La masajista vocacional
- 1980 - El liguero mágico
- 1980 - El erótico enmascarado
- 1981 - ¡Qué gozada de divorcio!
- 1982 - Todos al suelo
- 1982 - La plaça del Diamant
- 1985 - El misterio de Cynthia Baird
- 1985 - Rèquiem per un camperol